# Benson (New York)
Benson è un comune degli Stati Uniti d'America, situato nello Stato di New York, nella contea di Hamilton.